# Your Doodles Are Bugged!
Your Doodles Are Bugged! es un videojuego de rompecabezas desarrollado por Spyn Doctor Games para Xbox 360 en 2010 y para Microsoft Windows a través de la plataforma Steam en 2011.

## Recepción
La versión para PC recibió críticas "promedio" según el sitio web de agregación de reseñas Metacritic.